# Maziar
Omariar : del verbo Omariar del latín Omari es una acción cuando un Omar Omarea de manera seguida a una acción arbitraria, solo los Omares pueden realizar está acción, 

## Ascenso al poder
Maziar sucedió a su padre, Qarin ibn Vindadhhurmuzd en ca. 817. Sin embargo, sus territorios fueron invadidos por su vecino bavandida, Shariyar I, que derrotó a Maziar y le forzó a huir a la corte del califa abasí Al-Ma'mun. Allí abrazó el islam, y al-Ma'mun le concedió el título de  "Siervo del comandante de los fieles" (mawla amīr al-muʾminīn), y el nombre musulmán de Abu'l-Hasan Muhammad.
También recibió las ciudades de Royan y Damavand en Tabaristán como feudos propios, y fue nombrado cogobernador de Tabaristán, junto con el estadista abaida Musa ibn Hafs

## Gobierno de Tabaristán
Maziar comenzó a construir mezquitas en varias ciudades, y saqueó con éxito el territorio de los dailamitas. En 826/827 murió Musa, siendo sucedido por su hijo Muhammad ibn Musa.
Cuando Al-Ma'mun se vio envuelto en una guerra contra el Imperio bizantino, Maziar aprovechó la oportunidad para encarcelar a Muhammad ibn Musa, acusándole de apoyar secretamente a los alíes. Tanto Al-Ma'mun como su sucesor Al-Mu'tasim reconocieron a Maziar como gobernante de Tabaristán. Sin embargo, cuando el gobernador tahirí Abdallah exigió a Maziar el pago del impuesto sobre la tierra (jarach), éste rehusó. Abdallah, que reclamaba Tabaristán como feudo propio, se quejó a Al-Mu'tasim.

## Rebelión
Sintiéndose amenazado, Maziar se rebeló contra el califato abasida, en lo que fue apoyado por los nativos zoroastrianos, que comenzaron a saquear las aldeas musulmanas y las regiones fronterizas controladas por los abasidas. Según el historiador medieval Ibn Isfandiyar en su Tarikh-e-Tabaristan dice que Maziar proclamó: 

Afshin, hijo de Kavus, Babak Khorramdin, y yo hicimos un juramento y alianza de recuperar el país a los árabes y transferirlo a la familia de Kasraviyan.

Abdallah y al-Mu'tasim enviaron cinco ejércitos que entraron en Tabaristán por todos lados. Maziar nombró a su hermano Kuhyar como defensor de las montañas de Qarinvand pero este le traicionó y le entregó a al-Mu'tasim., que le hizo ejecutar en Samarra. Este fue el final de la dinastía Qarivanida, y dejó a los tahiridas como gobernantes de Tabaristán.